# Cycline (protéine)
Pour les articles homonymes, voir cyclines.

Expression des cyclines au cours du cycle cellulaire.

Les cyclines sont une famille de plusieurs protéines impliquées dans la régulation du cycle cellulaire. Au moment d'agir pendant le cycle cellulaire d'une jeune cellule, les cyclines sont produites et interagissent avec leurs protéines-kinases cycline-dépendantes (Cdk) spécifiques afin de les activer en formant des facteurs de promotion de la maturation, ce qui déclenchera la progression de la cellule vers l'interphase. Les niveaux des cyclines chutent ensuite entraînant l'inactivation des Cdk, ce qui déclenchera le processus de mitose puis finalement à l'aboutissement de la division de la cellule devenue mère en deux cellules filles. Le cycle recommence ensuite avec une remontée des niveaux de ces protéines dans les cellules filles : celles-ci, dont les variations suivent et régissent crucialement le cycle cellulaire, ont été appelées cyclines.
Après avoir joué ce rôle, les cyclines (cyclines B par exemple) sont dégradées dans les protéasomes.

## Cycline D et tumeur cancéreuse
La découverte des cyclines, des Cdk et de leurs rôles dans la régulation du cycle cellulaire par Leland H. Hartwell, Tim Hunt et Paul Nurse[citation nécessaire] leur aura valu de recevoir en 2001 le prix Nobel de physiologie ou médecine.
Une découverte effectuée en 2021 en Europe et aux États-Unis, et publiée[citation nécessaire] dans la revue Nature, l’une des publications de référence dans le domaine de la recherche scientifique au niveau mondial, a montré que les cyclines sont conditionnées par une enzyme qui joue un rôle semblable à celui d’un interrupteur, les activant ou les désactivant : la CRL4/Ambra1 ou CRL4/DCAF3.
Lorsque l’Ambra1 est absente, ou en quantité insuffisante, elle ne peut jouer son rôle : les cyclines D ne sont pas détruites selon le cadre normal de la régulation cellulaire, et s’accumulent. De ce fait, les cellules commencent alors à se diviser à une vitesse incontrôlée, l’ADN s’en trouve endommagé, et des masses tumorales se forment. Le processus tumoral trouve donc l’une de ses causes dans un déséquilibre entre les taux de cyclines D et d’Ambra1.